# Aljona Igorewna Arschinowa

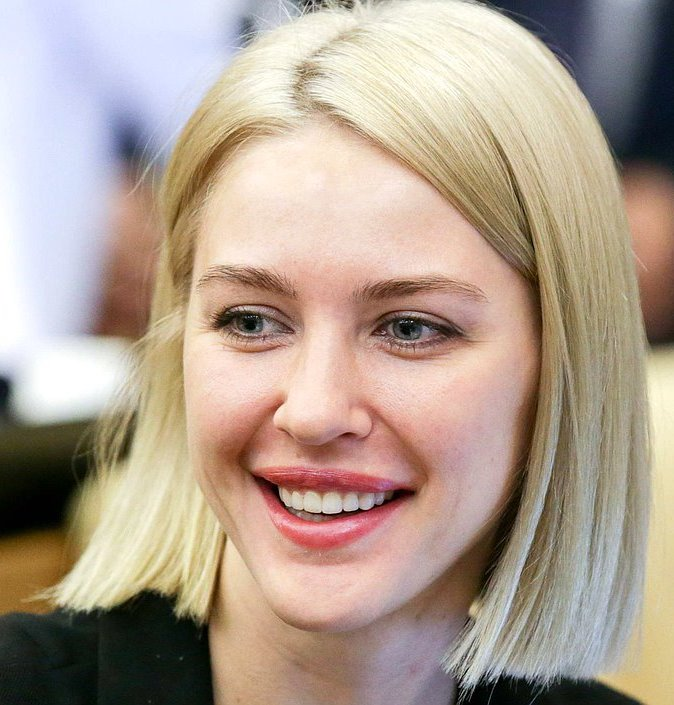
Aljona Arschinowa (2018)

Aljona Igorewna Arschinowa (russisch Алёна Игоревна Аршинова; * 3. März 1985 in Dresden) ist eine russische Politikerin.

## Biographie
Aljona Arschinowa wurde 1985 in Dresden geboren, weil ihr Vater, ein Angehöriger der Sowjetarmee, dort stationiert war. Ihre Familie zog bald nach Tiraspol im heutigen Transnistrien. 2004 wurde sie Mitglied der politischen Jugendorganisation Proryw. Sie studierte an der Schewtschenko-Universität in Tiraspol (Abschluss 2007) und setzte das Studium an der Lomonossow-Universität in Moskau fort.
In Russland übernahm Arschinowa führende Aufgaben in der Molodaja Gwardija, der Jugendorganisation der Partei Einiges Russland. Bei der Parlamentswahl in Russland 2011 wurde sie in die Staatsduma gewählt.
Am 26. Mai 2012 wurde Arschinowa auf dem 13. Parteitag von „Einiges Russland“ Parteimitglied und erhielt vom Parteivorsitzenden Dmitri Medwedew ihr Parteibuch. Am selben Tag wurde sie in das Präsidium des Generalrats der Partei gewählt.
Zwischen Juni 2020 und Februar 2022 bekleidete Arschinowa die Position der Sekretärin der Regionalvertretung von Einiges Russland in Tschuwaschien.